# Cantone di Villefranche-d'Albigeois
Il Cantone di Villefranche-d'Albigeois era una divisione amministrativa dell'arrondissement di Albi.
È stato soppresso a seguito della riforma complessiva dei cantoni del 2014, che è entrata in vigore con le elezioni dipartimentali del 2015.
Comprendeva i comuni di:
- Ambialet
- Bellegarde
- Cambon
- Cunac
- Le Fraysse
- Marsal
- Mouzieys-Teulet
- Saint-Juéry
- Villefranche-d'Albigeois